# Dunia Montenegro
Dunia Montenegro (5 de julho de 1977) é uma atriz pornô brasileira residente na Espanha.

## Biografía
Durante a sua infância e adolescência, Dunia era bailarina, praticava caratê e capoeira. Durante um show com a sua banda afro brasileira, no Rio de Janeiro, chamou a atenção de uma coreógrafa que a convidou para viajar a Espanha, nas Canárias, com uma companhia de dança. Em 1996, aos 19 anos, dançou em vários hotéis e casinos de Gran Canaria.
No ano 2000 montou sua própria companhia de dança, que teve sucesso nos três primeiros anos; no ano 2004 começou a trabalhar como stripper em várias salas de Europa.
Mudou-se para Barcelona, onde gravou seu primeiro filme em setembro de 2004 para a produtora IFG. A atriz brasileira logo chamou a atenção de profissionais do setor, como Rocco Sifredi ou Marcos Bandera.
Em dezembro de 2005 lançou sua página web, e atualmente compagina as gravações de filmes e shows pela Europa, com as gravações para o seu site como diretora. Ganhou um prémio ninfa, como o melhor site para adultos do ano 2006. Além disso, Dunia criou o primeiro site que reunia todas as atrizes espanholas, e começou a organizar gravações para produtoras nacionais e internacionais.
Participou no filme dirigido por John Stagliano, Fashionistas Safado The Callenge e Fashionistas Safado Berlin.II, com a Nacho Vidal, Belladona, Katsumi y Rocco Siffredi.

## Prémios
- 2005: Melhor atriz secundária no Festival Internacional de Cine Erótico de Barcelona (FICEB).
- 2006: Melhor desenho de web erótica no FICEB.
- 2006: Cena de sexo mais original no FICEB, com Salma de Nora e Max Cortés.
- 2007: Melhor atriz em internet no congresso de novas tecnologias Proporn Barcelona.
- 2007: Melhor show ao vivo no festival Erotika (Hungria).
- 2007: Melhor atriz secundária no Festival Internacional de Cine Erótico de Barcelona (FICEB).
- 2007: Melhor atriz secundária no festival Ficeba (Buenos Aires).
- 2008: Atriz com mais futuro na internet no congresso de novas tecnologias Proporn Barcelona.
- 2008: Melhor atriz secundária no Festival Internacional de Cine Erótico de Barcelona (FICEB).
- 2011: Melhor atriz pornográfica europeia no Premis Turia[4]